# Bert I. Gordon
Bert Ira Gordon (n. 24 septembrie 1922, Kenosha, Wisconsin, SUA – d. 8 martie 2023, Los Angeles, California, SUA) a fost un regizor de film american cel mai notabil pentru realizarea unor filme B science fiction și horror ca The Amazing Colossal Man și Village of the Giants. Cele mai multe din lucrările lui Gordon sunt cu monștri uriași care au fost creați prin efectul de proiecție din spate. Porecla sa "Mister B.I.G." a fost o referire atât la inițialele sale cât și la tehnica preferată de a realiza creaturi de dimensiuni mari.